# Taking Orders
Taking Orders è un cortometraggio muto del 1923 diretto da Alfred J. Goulding.

## Produzione
Il film fu prodotto dalla Century Film.

## Distribuzione
Distribuito dall'Universal Pictures, il film - un cortometraggio in due bobine - uscì nelle sale cinematografiche USA il 27 giugno 1923.